# Сатир II
Сатир II (др.-греч. Σάτυρος; умер в 309 до н. э.) — боспорский царь в 310—309 годах до н. э. из династии Спартокидов. Старший сын Перисада I.

## Биография

### Начало гражданской войны на Боспоре
После смерти отца, Перисада I, власть на Боспоре перешла к Сатиру II. Недовольный этим Евмел, брат Сатира, начал оспаривать власть. Союзником Евмела выступил царь сарматского племени сираков (или, согласно другой, менее распространенной, версии — фатеев) Арифарн. Всего Евмел собрал 42 000 воинов. Сатир, также собрав значительные силы (34 000 воинов — из них 30 000 союзников-скифов), выступил против Евмела.
Основные боевые действия развернулись на азиатском берегу Боспора (впрочем, имеют место и иные версии). Исследователями отмечалось, что характер этой войны выходит далеко за рамки простой междоусобицы на Боспоре — это была также борьба между скифами (которые сражались на стороне Сатира и Притана) и сарматами (поддержавшими Евмела) за гегемонию в Прикубанье.

### Сражение на реке Фат
Генеральное сражение состоялось на берегу реки Фат (вероятно, один из притоков Кубани).
Перейдя реку, Сатир разбил лагерь, который окружил со всех сторон телегами. После этого он выстроил войско к бою, причём сам встал в центре своих боевых порядков. Выстроились к бою и его противники, причём в центре встал Арифарн, а Евмел встал на правом фланге. Завязался бой, в ходе которого Сатир обратил Арифарна в бегство, но в этот момент выяснилось, что на правом фланге Евмел разбил его войска. Тогда он развернул скифскую конницу, и, возглавляя сам атаку, ударил ею во фланг Евмелу, который вынужден был обратиться в бегство. На этом сражение было окончено.

### Осада крепости Арифарна
После поражения Арифарн и Евмел вместе со своими войсками укрылись в крепости Арифарна, которая находилась на полуострове, образованном рекой Фат, и которая была практически неприступна. Кроме реки крепость была надежно укрыта высокими утесами и лесом. Сатир, видя, что крепость не взять штурмом, он решил взять её осадой.
Боспорцы и скифы предали огню все окрестные поселения, захватив при этом богатую добычу и множество пленных. Воодушевившись этим успехом, Сатир предпринял попытку штурма с двух сторон. Одна из штурмующих колонн была отбита, но другая, которая вела атаку со стороны болота, захватила деревянные укрепления, и переправилась через реку. Здесь на её пути лежал непроходимый лес, который мешал подобраться к крепости. Тогда решено было вырубить этот лес. Осажденные осыпали лесорубов стрелами, но на четвёртый день боспорцы проложили себе дорогу к крепости. Первая попытка штурма, возглавляемая командиром наёмников Мениском, провалилась. Второй штурм возглавил лично Сатир, но и он был отбит. Во время штурма он был ранен копьем в руку.

### Смерть
Раненый Сатир был отнесен в лагерь. Его самочувствие все более ухудшалось, и к наступлению ночи он скончался.
Диодор Сицилийский так описывал смерть Сатира II: 
«…оракул посоветовал Сатиру остерегаться мыши (μΰς), чтобы она его когда-нибудь не убила. Поэтому Сатир никому из своих подданных, ни рабу, ни свободному, не позволял носить такое имя, кроме того, он боялся и домашних и полевых мышей, постоянно приказывал своим рабам убивать их и замазывать их норы. Таким образом, принимая по возможности все меры, которыми он думал предотвратить свой рок, он погиб от раны, нанесенной в мышцу (μΰς) руки».
Всего Сатир правил Боспором 9 месяцев. Наследником Сатира стал его третий брат Притан. После поражения и гибели Притана сын Сатира, Перисад, бежал к скифам и нашел убежище у скифского царя Агара.
В середине XIX века М. И. Бларамберг (сын археолога И. П. Бларамберга) предполагал, что сцена гибели Сатира II была представлена на одном из рельефов Мирмекийского саркофага, случайно найденного в 1834 году на городище Мирмекий в окрестностях Керчи. Он также считал, что Сатир II был похоронен в этом саркофаге. Более поздними исследователями эта точка зрения не была поддержана (прежде всего, потому, что саркофаг был произведён на несколько столетий позже событий борьбы за престол между Сатиром и Евмелом).